# Richairo Živković
Richairo Juliano Živković, född 5 september 1996, är en nederländsk fotbollsspelare (anfallare) som spelar för Guangzhou R&F, på lån från Changchun Yatai.

## Klubbkarriär

### FC Groningen
Živković började spela fotboll i FVV Foxhol. Som 11-åring lämnade han klubben för FC Groningens ungdomsakademi. I slutet av 2012 skrev han på ett treårskontrakt med A-laget. Den 2 december 2012 debuterade Živković för FC Groningen i en 2–0-vinst över Heracles Almelo. Han byttes in i den 84:e minuten och blev då den yngsta debutanten i klubbens historia. I öppningsomgången av Eredivisie 2013/2014 gjorde Živković sitt första ligamål och gick samtidigt om Arjen Robben som den yngste målgöraren i Groningen.

### Ajax
Den 17 mars 2014 blev det klart att Živković skrivit på ett treårskontrakt för Ajax som började gälla den 1 juli 2014. Den 5 juni 2014 debuterade Živković för Ajax i en träningsmatch mot Wacker Innsbruck under klubbens försäsongsläger i Österrike. Han gjorde i den 46:e minuten det sista målet i en 5–1-vinst. Han gjorde sin tävlingsdebut för reservlaget, Jong Ajax, i öppningsmatchen av Eerste Divisie-säsongen – en match som slutade med en 3–0-hemmavinst över SC Telstar. Živković första mål kom i hans andra match för reservlaget – en straffspark i den 55:e minuten i en 2–0-vinst över Fortuna Sittard.
Den 28 oktober 2014 tävlingsdebuterade Živković för A-laget i en bortamatch mot SV Urk i KNVB Cup. Han byttes in i den 46:e minuten mot Arkadiusz Milik och gjorde matchens avslutande mål i den 89:e minuten i en match som slutade med en 4–0-vinst för Ajax. Han blev den 50:e Ajax-spelaren att göra mål i sin tävlingsdebut. Den 14 december 2014 gjorde han sin Eredivisie-debut i Ajax, när han i den 85:e minuten byttes in mot Arkadiusz Milik i en 3–1-vinst över FC Utrecht.

### Sheffield United
Den 31 januari 2020 lånades Živković ut till Sheffield United på ett låneavtal över resten av säsongen 2019/2020.